# 夏季

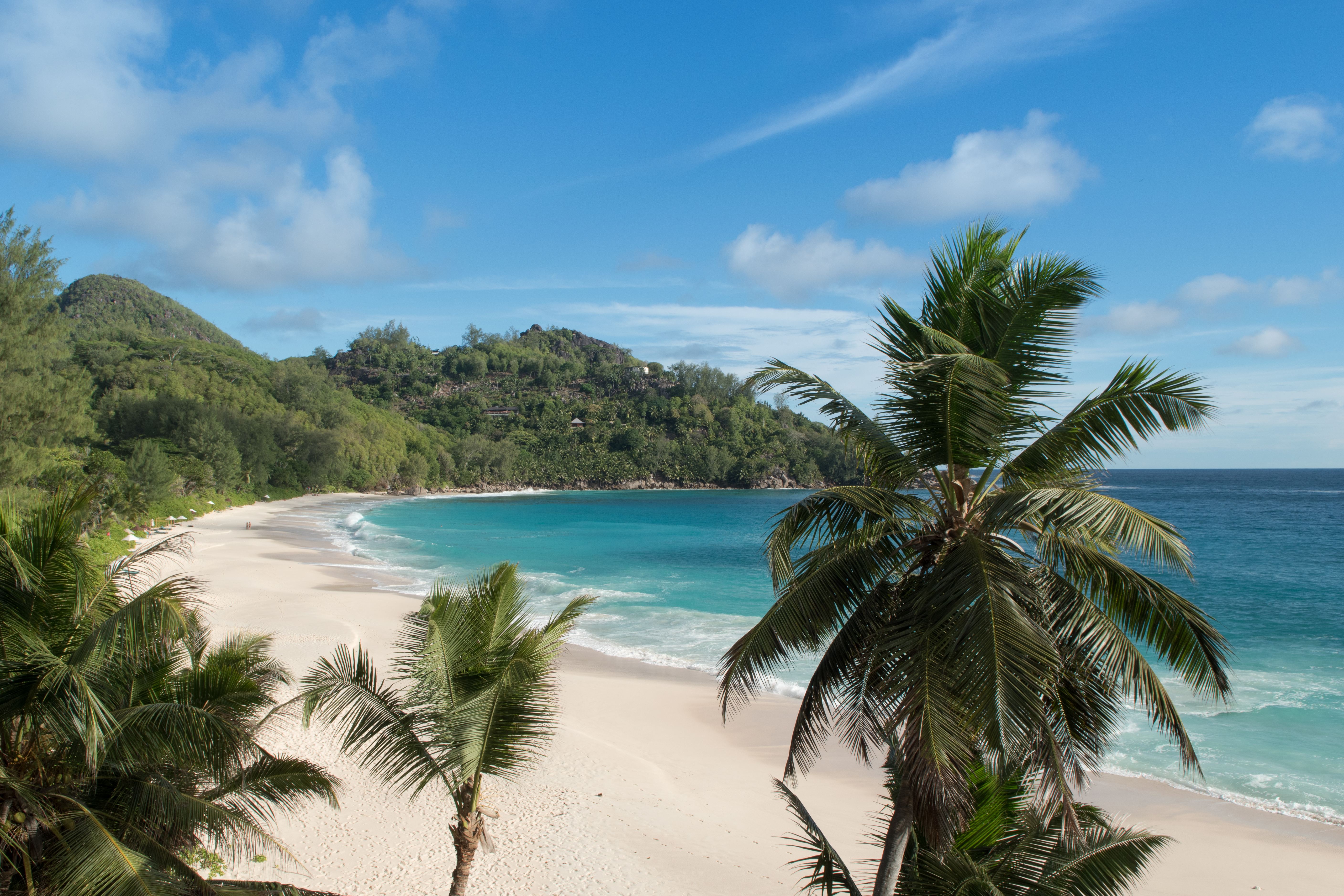
夏季的海灘風景

夏季是一年四季的第二季，也是一年中最炎热的季节，同时也是一年中太阳高度最高、白昼最长的季节。北半球的夏季依公曆通常被認為在6、7、8月，但實際則隨地區而不同。夏季是许多农作物旺盛生长的季节，充足的光照和适宜的温度给植物提供了所需的条件。此外，由於夏季時全球大部份中小學學生都放暑假，因此也是相當旺盛的學生旅遊季節。以北半球為例，除了赤道一帶其他地方都有夏季：曼谷夏季約八個月、北極夏季約五個月（另外七個月為冬季）。

## 时间划分
在中國，夏季从立夏开始，到立秋结束；中国的一些地區则为夏至至9月份（南北方有一定差异，福建、广东一般至秋分结束，长江中下游一带至白露，黄河中下游一带至处暑，而东北地区则至立秋）。香港、日本通常將6月、7月、8月訂為夏季。在北半球一些地區则称夏至至秋分为夏季。在南半球，一般將12月、1月和2月訂为夏季。
气象学上一般以连续5天的5日滑动平均气温高于22摄氏度为进入夏季的标志。按照这个标准，中国海南岛南部接近全年皆夏，华南地区大部的夏季一般会从4月中旬持续到11月初，长江中下游一带则从5月下旬持续到9月底，华北地区大部则从5月中下旬持续到9月中旬，而纬度相对高的东北地区大部仅仅只从6月下旬持续到8月中下旬。

## 星座
在北半球的夏季夜空中最显眼的是隔着银河相望的天琴座和天鹰座、以及其间的天鹅座。他们各自所含的一等星即织女一・河鼓二・天津四相连形成一个大三角型即夏季大三角。织女一和河鼓二也分别代表了东亚地区七夕传说中的织女和牛郎。南方的夜空中亦可以观察到天蠍座。和冬季夜空中易于观察的猎户座同样有名。

## 动物
在北半球的夏季，各类生物已经恢复生机，大都开始旺盛的生命活动。很多生物会在夏季繁殖后代，各种动物选择夏季交配，生育；植物竞相开花结果。这主要是由于在夏季气候最热，各类食物丰富，而且对于卵生动物，卵更易于孵化。北半球亚热带和温带的于夏季活动的代表性昆虫为蝉。此外，萤火虫和蚊也是活动季节主要为夏季的昆虫。海藻類主要从春季至初夏时节大量滋生、之后逐渐减少。出现这种现象的主要原因是温度上升以及水中營養成分增加。

## 夏的定义
- 二十四节气中从立夏开始到立秋的前一日结束
- 农历（太阴历）中的四月・五月・六月
- 公历（太阳历）的6月・7月・8月（北半球）；12月・1月・2月（南半球）
- 天文学上是从夏至开始到秋分结束

## 节气
- 立夏：太阳位于黄经45度，5月5-7日交节
- 小满：太阳位于黄经60度，5月20-22日交节
- 芒种：太阳位于黄经75度，6月5-7日交节
- 夏至：太阳位于黄经90度，6月20-22日交节
- 小暑：太阳位于黄经105度，7月6-8日交节
- 大暑：太阳位于黄经120度，7月22-24日交节

## 气候

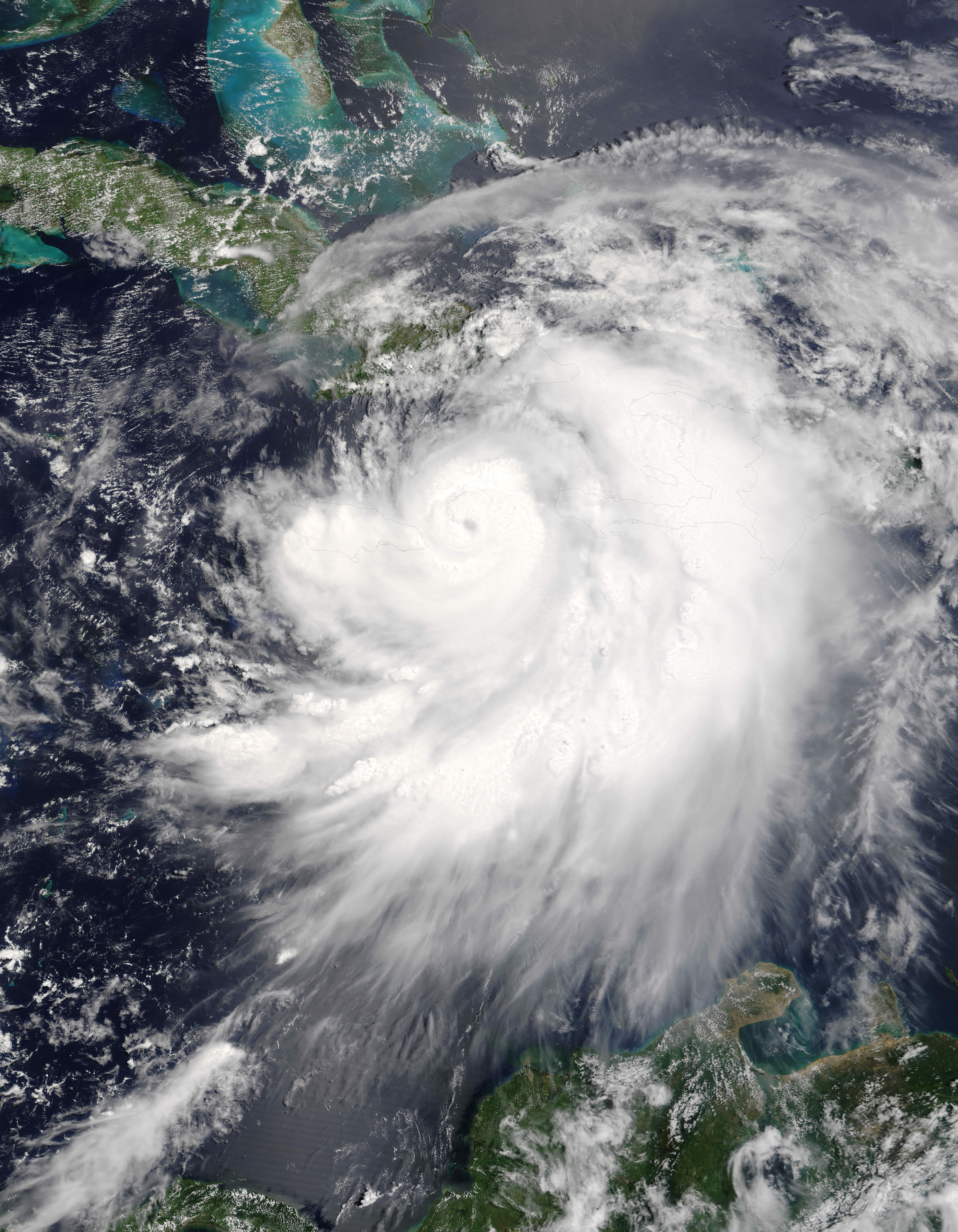
夏天是熱帶氣旋肆虐的季节（圖中的是大西洋颶風）

### 中國大陸、香港、澳門
在大多數地區夏季是氣候炎熱、有可能缺水的季节，但在中国大陸等季风气候区，夏季是降雨最集中的季节。
北半球的夏季气温高是最显著的气候特征，因地域、干湿环境的不同，会产生炎热干燥或者湿热多雨的气候。而在中國沿岸地方一般會在5月因中國內陸受熱，西南形成低氣壓處引進西南季候風，西南季候風一般會在5月中旬或下旬抵達中國沿岸等地，東北季候風會被西南季候風阻擋，導致東北季候風以後整個夏天將不會再來中國沿岸城市，亦代表着中國沿岸的東北季候風正式結束，直至8月尾至9月中，秋天開始才會再來第一波。而中國沿海地市通常會以第一波西南季候風抵達的時候，作夏天到來的定義。
北方的東北季候風所帶來的冷空氣和南方的西南季候風所帶來的暖空氣相撞，在南海生成低壓槽，而且會因暖空氣及冷空氣的勢力以北上或南下，令香港等地出現多日持續大雨的週期，此乃香港等地的華南前汛期開始，直至七月副高北抬，把較冷的空氣及低壓槽一迸推進中國內陸城市，香港才會結束華南前汛期。
但大陆黃河流域一帶則受華南低壓槽北上的影響，令廣泛地區在7月頭一般多雨，此乃梅雨的開始，此情況會直至7月中結束。香港後汛期一般會在八月開始，原因是此時熱帶氣旋因受副高影響下，會向西進入南海，持續影響香港或季風槽北上影響香港，令香港出現大雨，但是華南後汛期一般下的大雨都是陣發性，雨量一般會比6月較大，但持續性則較差。而一般而言，華南後汛期一般維持至九月第一波東北季候風正式來臨而進入尾聲，隨住熱帶氣旋受西風槽南下影響，不再有較多的熱帶氣旋登陸華南下，華南後汛期一般在九月中至十月頭結束。
由于大多地区会受到低气压影响，气候相对稳定。但是在赤道附近的海洋上会形成台风，容易对中国大陸华南地区尤其是福建、广东、海南造成破坏性影响。

### 台灣
台灣夏季氣候炎熱，雨量豐沛，盛行西南風，屬颱風季。台湾因为有北迴歸線经过，属热带季风气候或副热带季风气候，因此和二十四节气不同，夏天从5月初开始到10月末结束（中国大陸通常采用6月下旬的夏至至9月下旬的秋分为夏季的划分方式）。受地形影響，午後易有積雨雲發展，山區多於平地。

### 日本
日本夏季普遍高温多雨，日本将一日中最高温在30℃以上的时候叫真夏日，35℃以上为猛暑日，夜间最低气温在25℃以上则称作热带夜。日本列岛夏季受北太平洋高压影响地表温度普遍较高，午后易形成积乱云（入道云）。和台湾，中国华南地区一样，日本在夏季也经常受到台风的侵袭，并且由于小笠原高压和扬子江气团等的多重影响难以预测其动向。多数是由冲绳转向东北的九州，本州地区。

## 天文
夏季太阳直射点一直处在北半球。起初向北移动，夏至时到达北回归线，之后向南“回归”。
夏季是北半球日照最长的季节，在北极圈会出现极昼，太阳终日不落。
在7月1－3日，地球会运动到公转轨道的最远点。
从黄道平面看来，太阳位于金牛座、双子座、巨蟹座的背景上。

## 夏天的活动
夏季是學校安排暑假的時候，同時很多公司企業推出新產品及促銷活動的季節。例如包含皮克斯、梦工厂、迪士尼在內的電影公司與工作室會在暑假推出新影片吸引客群，商家企業則會行銷冰品、冷氣、電風扇等消暑相關物件。參與水上活動（例如海水浴、游泳、衝浪、潛水等）與安排旅遊消暑的遊客亦會增加。不论天气预报如何，台湾人在夏天时常会备伞以防阵雨或晒黑。台湾人在夏天喜欢吃冰品，近年来芒果冰風行一时，另外仙草冰、粉圓冰、爱玉冰也很受歡迎。據說，來一杯Gin Tonic也很不錯。
夏天也是日本一年中节日最多的季节。除了日本传统的盂兰盆节（意义相当于中国的中元节，日本各大都市通常会掀起返乡潮，各公司企业亦会安排假期）以外日本夏季各地都会举办花火大会，天神祭、七夕等也是日本的传统节日。北歐地區會在夏至來臨時慶祝仲夏節。斯拉夫文化會在伊凡·庫帕拉節慶祝假日。南半球則會在夏季慶祝聖誕節與跨年元旦，澳洲固定於每年夏季的1月26日慶祝國慶日澳大利亞日。

## 夏天圖集

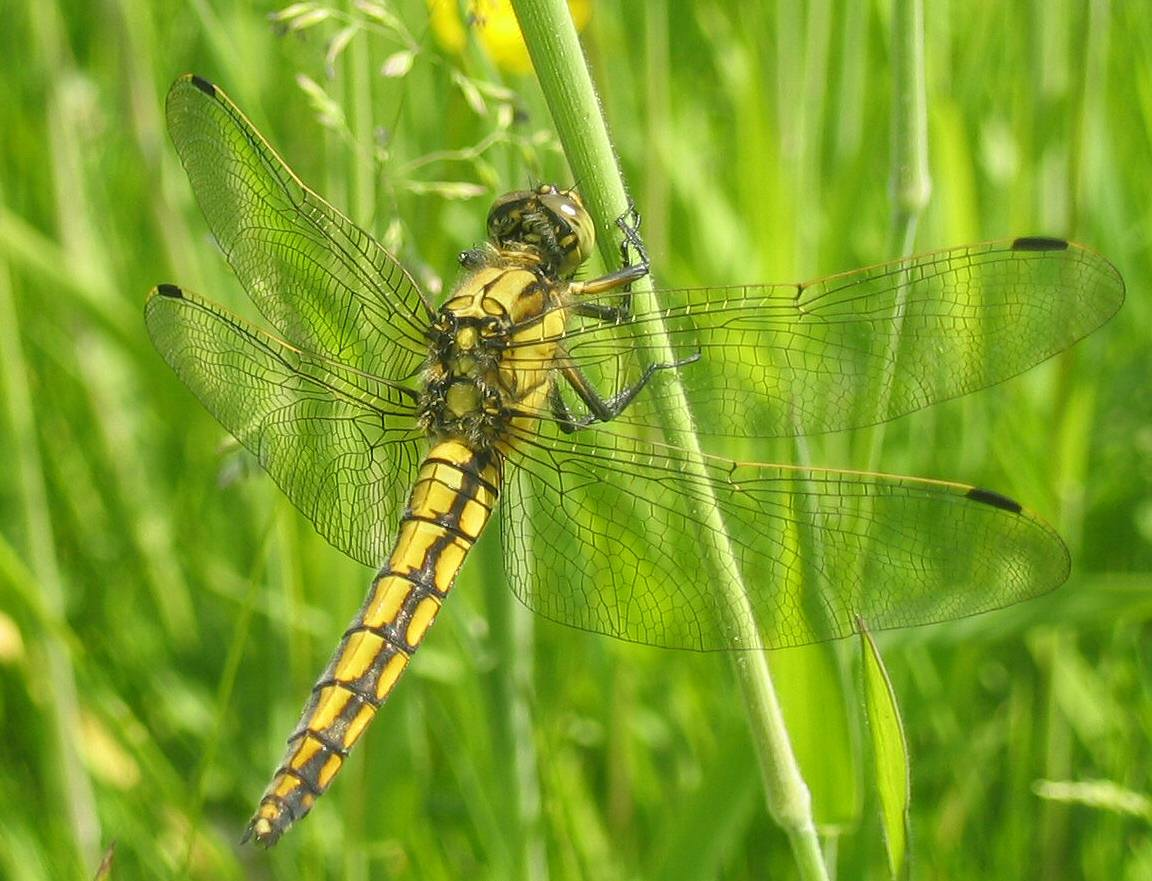
炎炎夏日的蜻蜓
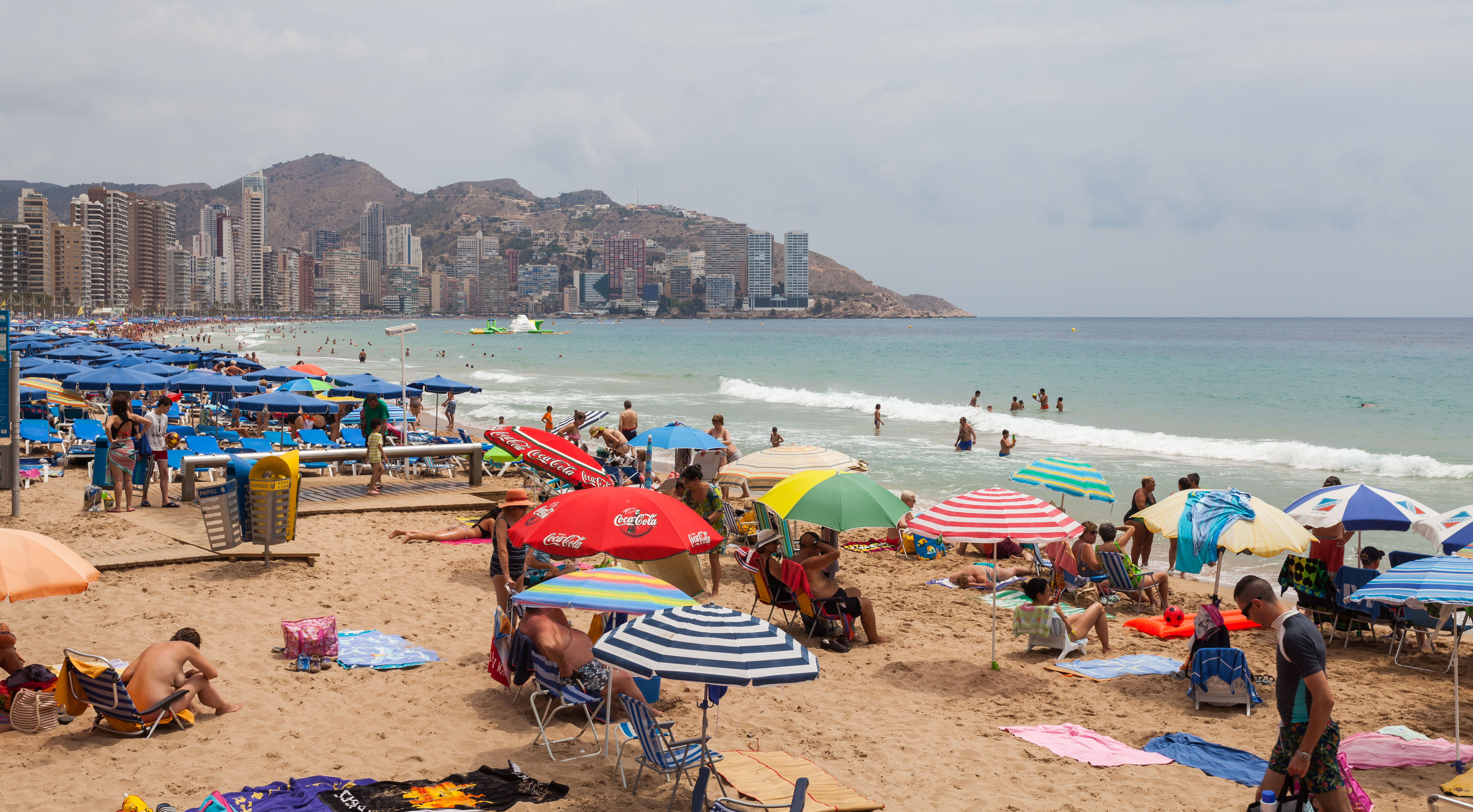
夏之海
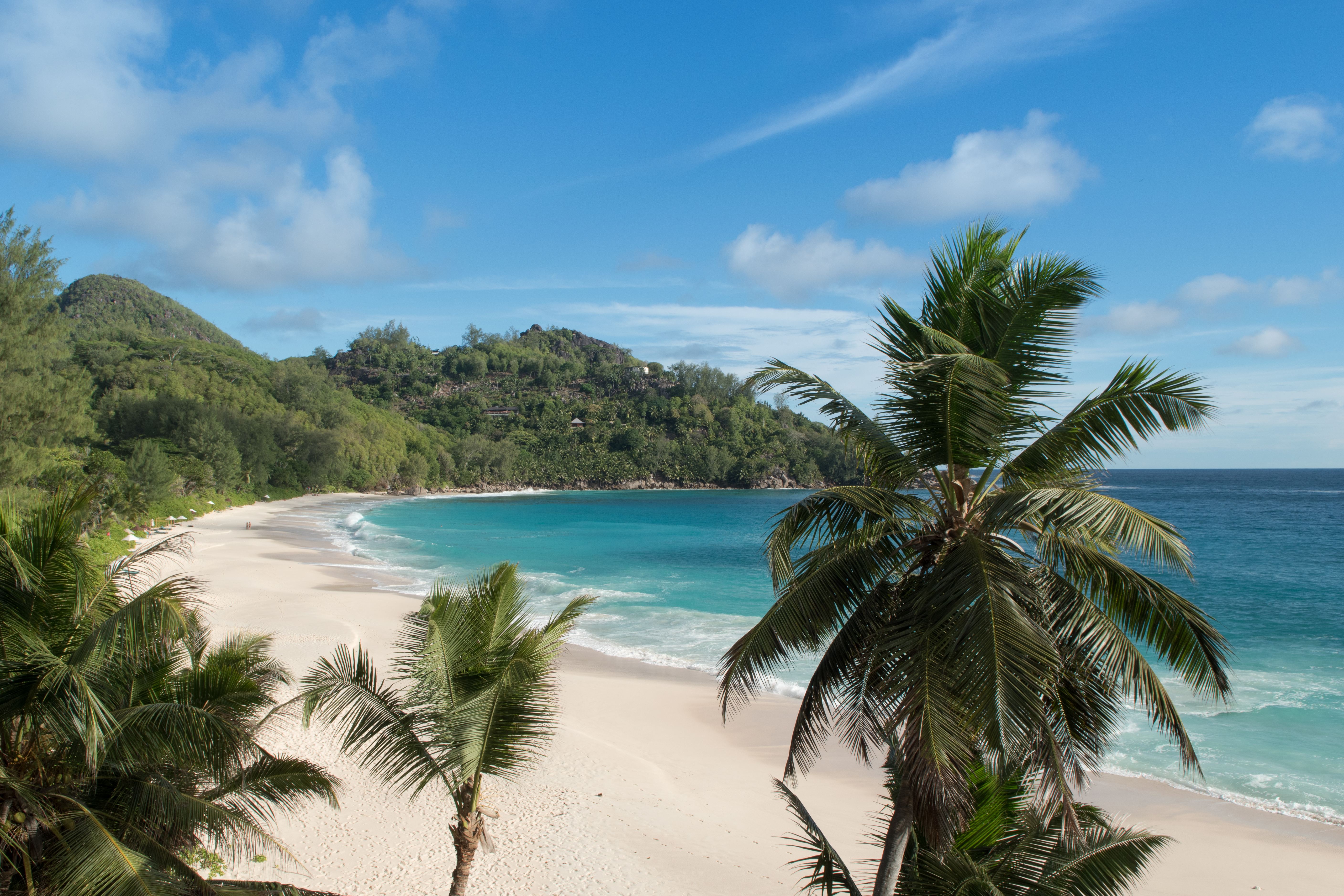
夏天的景致
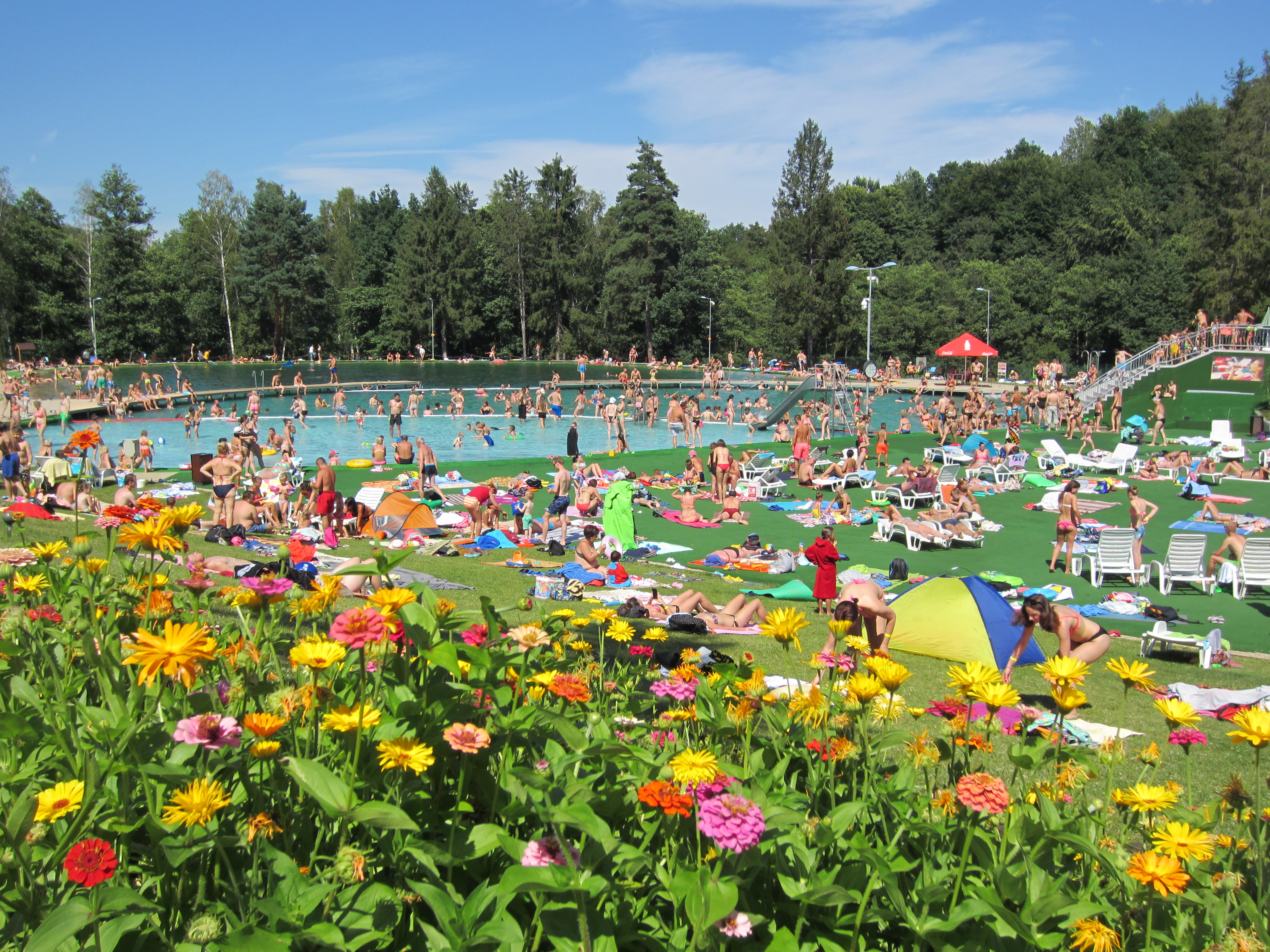
夏天活動
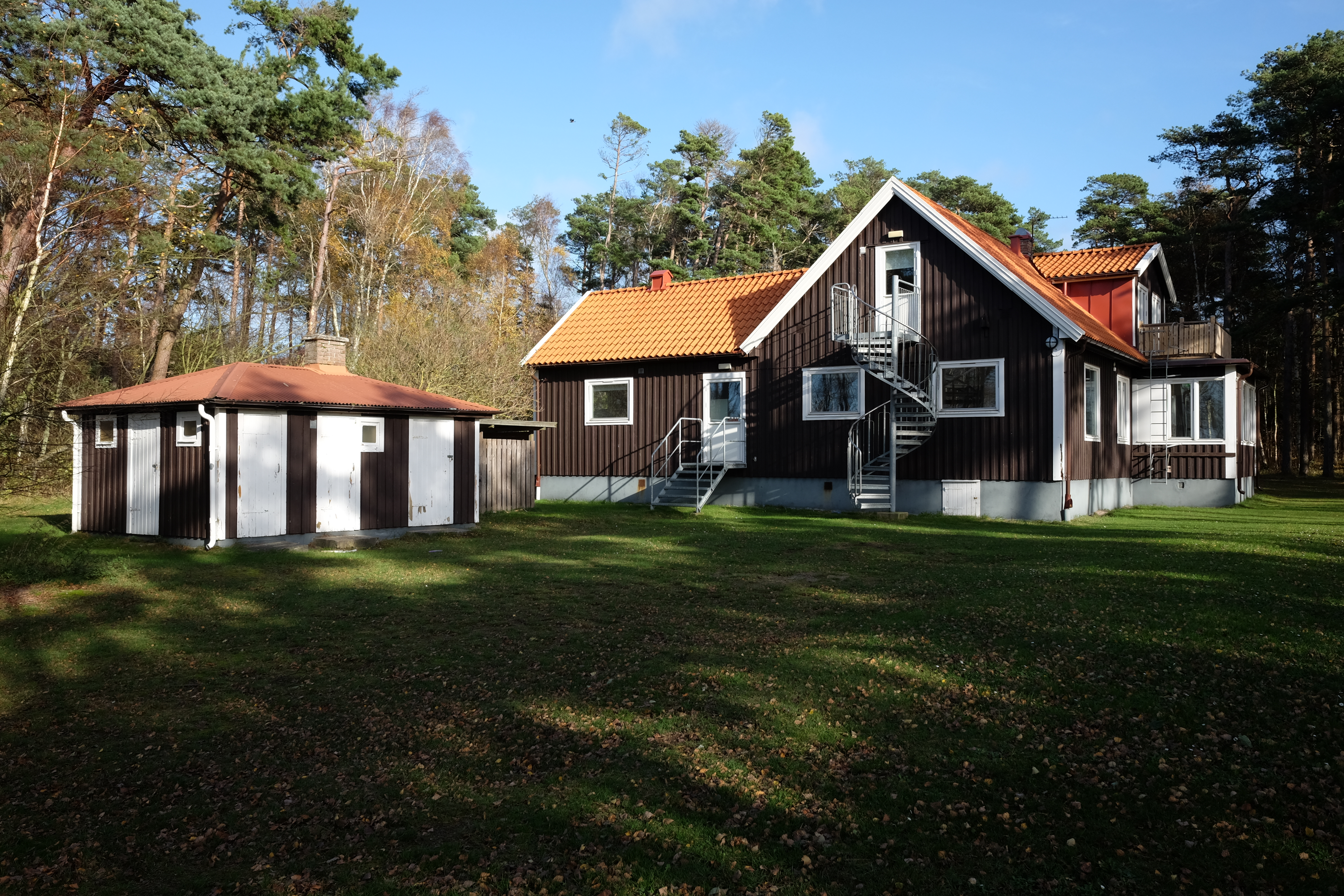
夏令營地
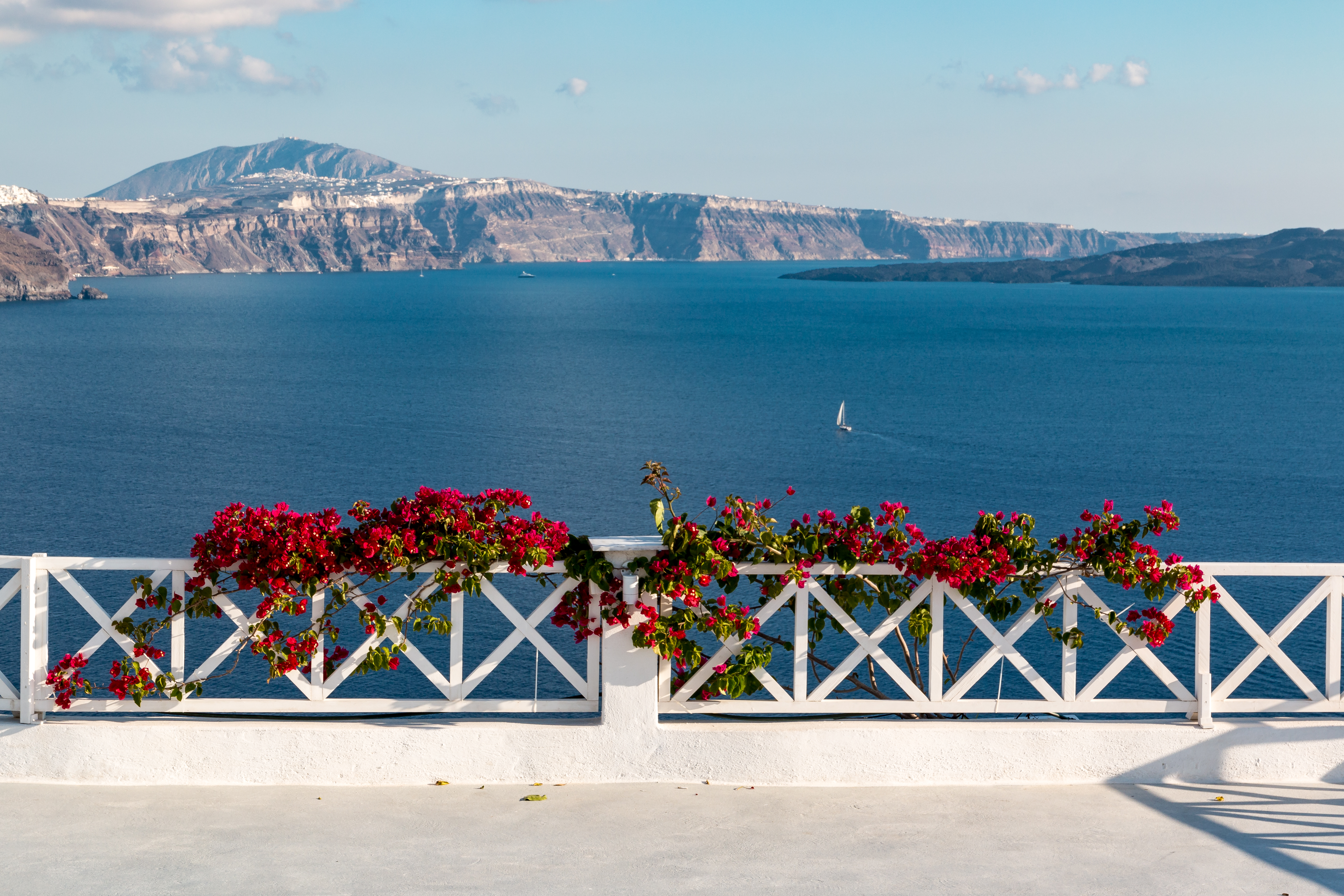
夏天的岸邊風景

## 延伸阅读
[在维基数据编辑]
 《欽定古今圖書集成·曆象彙編·歲功典·夏部》，出自陈梦雷《古今圖書集成》
 《欽定古今圖書集成·曆象彙編·歲功典·仲夏部》，出自陈梦雷《古今圖書集成》
 《古今圖書集成》